# Александар Кировски
Александар Кировски (Београд, 25. децембар 1990) бивши је фудбалски голман, тренутно тренер голмана Партизана.

## Каријера
Кировски је почео каријеру у Земуну, где је у српсколигашкој конкуренцији добрим одбранама скренуо пажњу на себе. Уследио је позив Црвене звезде за коју је потписао у јуну 2011. године. Током две сезоне у црвено-белом дресу био је резерва Бобану Бајковићу и одиграо је само седам утакмица (две у првенству и пет у купу). Био је део тима који је освојио Куп Србије 2012. године. Након Звезде се вратио у Земун где је поново био стандардан. По избору новинара Спортског журнала био је најбољи голман Прве лиге Србије у сезони 2016/17. У јуну 2017. године прелази у екипу Чукаричког. У дресу Чукаричког је током сезоне 2017/18. одиграо 20 утакмица у Суперлиги Србије, да би у јуну 2018. напустио клуб. Након тога је на позив Дарка Панчева отишао у Вардар, где ипак није добио прилику да дебитује током првог дела сезоне 2018/19. У фебруару 2019. године прелази у Будућност из Добановаца. Након полусезоне у екипи из Добановаца, у јулу 2019. прелази у Жарково. Од другог дела сезоне 2019/20. поново наступа за Будућност из Добановаца. Услед учесталих проблема са повредама и операције кичменог стуба, окончао је професионалну каријеру у пролеће 2020.

## Трофеји

### Црвена звезда
- Куп Србије (1) : 2011/12.